# Volkertshausen
Volkertshausen est une commune de Bade-Wurtemberg (Allemagne), située dans l'arrondissement de Constance, dans le district de Fribourg-en-Brisgau.

## Jumelages
- Bolsena (Italie)
- Schönau-Berzdorf (Allemagne)